# Canaman
Camaligan is een gemeente in de Filipijnse provincie Camarines Sur op het eiland Luzon. Bij de laatste census in 2007 had de gemeente bijna 32 duizend inwoners.

## Geografie

### Bestuurlijke indeling
Canaman is onderverdeeld in de volgende 24 barangays:
| - Baras - Del Rosario - Dinaga - Fundado - Haring - Iquin - Linaga - Mangayawan - Palo - Pangpang - Poro - San Agustin | - San Francisco - San Jose East - San Jose West - San Juan - San Nicolas - San Roque - San Vicente - Santa Cruz - Santa Teresita - Sua - Talidtid - Tibgao |

## Demografie
Canaman had bij de census van 2007 een inwoneraantal van 31.583 mensen. Dit zijn 3.864 mensen (13,9%) meer dan bij de vorige census van 2000. De gemiddelde jaarlijkse groei komt daarmee uit op 1,82%, hetgeen lager is dan het landelijk jaarlijks gemiddelde over deze periode (2,04%). Vergeleken met de census van 1995 is het aantal mensen met 8.851 (38,9%) toegenomen.

De bevolkingsdichtheid van Canaman was ten tijde van de laatste census, met 31.583 inwoners op 43,27 km², 729,9 mensen per km².